# طيور استوائية
الطيور الاستوائية (الاسم العلمي: Phaethontidae) هي فصيلة طيور تنتمي لرتبة طيور استوائية (الاسم العلمي: Phaethontiformes)، سواءً في حجم أفرادها أو العدد، وهي متشابهة جداً في المظهر. منها الطائر الاستوائي الأحمر المنقار ويوجد في المنطقة الاستوائية من محيطات الأطلنطي والهندي والباسفيكي، طوله حوالي 45 سم، وله ريشتان مركزيتان في ذيله تمتدان حوالي 30 سم خلفه. نادراً ما يستريح على الماء، يلتقط الأسماك والحبارات بالغطس من أعلى، وتبيض الأنثى بيضة واحدة.

## الأنواع
- رئيس البحر أحمر المنقار، Phaethon aethereus
- رئيس البحر أحمر الذيل، P. rubricauda
- رئيس البحر أبيض الذيل، P. lepturus